# Adobe InDesign
Adobe InDesign是Adobe公司的桌面出版（DTP）應用程式，主要用於各種印刷品的排版編輯。

## 概述
Adobe InDesign是直接針對其競爭對手QuarkXPress而發佈的。雖然其最初在爭取用戶方面面臨了一些困難，但在2002年發佈了Mac OS X版本後開始趕超其競爭對手。現在InDesign作為Creative Suite套裝的重要組成部分，與Photoshop、Illustrator和Acrobat等捆綁銷售。
InDesign可以將文檔直接導出為Adobe的PDF格式，而且有多語言支持。它也是第一個支持Unicode文本處理的主流DTP應用程序，率先使用新型OpenType字體，高級透明性能，圖層樣式，自定義裁切等功能。它基於JavaScript特性，和與兄弟軟件Illustrator、Photoshop等的完美結合，界面的一致性等特點都受到了用戶的青睞。
作為PageMaker的繼承者，InDesign定位於高端用戶。Adobe已經停止了PageMaker的開發，全面轉向InDesign。它最初主要適用於定期出版物，海報和其他印刷媒體。一些長文檔仍使用FrameMaker（操作說明書，技術文檔等）或QuarkXPress（書籍，商品目錄等）。現在，隨著相關數據庫的合併，InDesign和使用相同格式引擎的文字處理Adobe InCopy的共用，已經使它成為報刊雜誌和其他出版環境中的重要軟件。

## 版本
- InDesign 1.0 1999年8月16日發佈
- InDesign 1.5 2001年初發佈
- InDesign 2.0 2002年1月發佈，僅比QuarkXPress 5早幾天
- InDesign CS（3.0）2003年10月發佈
- InDesign CS2（4.0）2005年5月發佈
- InDesign CS3（5.0）2007年4月發佈。（包括基於英特爾芯片的麥金塔電腦使用的通用二進制版本）
- InDesign CS3 Server released : 2007年5月發佈
- InDesign CS4（6.0）2008年10月發佈
- InDesign CS5.5（7.5.2）
- InDesign CS6（8.0）
- InDesign CC（Creative Cloud/9.0）2013年6月發布
- InDesign CC（Creative Cloud/9.1）2013年8月發布
- InDesign CC（Creative Cloud/9.2）2014年1月發布
- InDesign CC（Creative Cloud/2014）2014年6月發布
- InDesign CC（Creative Cloud/2014.2）2015年2月發布
- InDesign CC（Creative Cloud/2015）2015年6月發布
- InDesign CC（Creative Cloud/2022）2021年10月發布
- InDesign CC（Creative Cloud/2023）2022年10月發布，為現時最新版本

從2.0版開始，InDesign的特色是：
1. 支援XML：使用者可以使用XML資料庫中的文件，並於修改後回寫。
2. 儲存為PDF格式：使用者可以直接儲存PDF格式，不需要通過中間程式（例如Acrobat Distiller）。
3. 與Adobe系統公司的其他美工軟體整合：InDesign與PhotoShop、Illustrator可結合使用，甚至在操作中切換。

新版本InDesign導入新的文件格式。很多用戶非常不滿意InDesign CS的顯著變化，因為它無法向前兼容保存為舊版本格式。儘管如此，在新版本InDesign CS2發佈後，InDesign CS的用戶可以通過一個基於XML的文檔展示的InDesign Interchange（.inx）格式打開高版本文檔。2005年4月InDesign CS可以升級到3.01（從官方網站上免費升級）可以讀取從InDesign CS2導出的這種格式。
和其他CS2成員一樣，該軟件同時擁有Mac和Windows平台的兩個版本。InDesign CS2 Mac版本是基於PowerPC構建的，因此在2006年蘋果新發佈的英特爾芯片Mac電腦上，運行CS2版本的產品需要rosetta進行編譯，從而嚴重影響了處理速度。
CS3的一個重要性能將其通用二進制化，來同時適應英特爾和PowerPC芯片的蘋果麥金塔電腦。CS3版本的主要新功能有
1. 直觀且可自定義的工作區：可調整的的工具、面板和菜單。多文件置入、「快速應用」、更快的框架適合和視覺頁面面板等高效率任務。
2. 表和單元格樣式：使用表和單元格樣式快速、一致地設置表格式。甚至使用區域單元格樣式將唯一格式設置應用於表的特定區域，例如表的表頭、表尾和表體。
3. 強大的長文檔支持：使用高級項目符號和編號、連續的頁眉和頁腳以及同步的主頁，可以保持一致性並簡化長文檔的製作過程。
4. XHTML導出：通過將InDesign內容導出為XHTML，可以進行多格式發佈，包括打印到Web的工作流程。在 Adobe Dreamweaver CS3中編輯導出的內容，並使用級聯樣式表自動設置其格式。
5. XML中基於規則的版面：使用應用規則的腳本可以自動構建頁面佈局並設置XML內容的文本和圖形格式。
6. 通過腳本實現自動化：通過用JavaScript、AppleScript和VBScript編寫腳本可以使任務實現自動化。將 JavaScript附加到菜單命令，這樣在選擇該命令時就可以自動運行，並通過增強的JavaScript保護用於商業用途的腳本。

## 中文版本
早期版本對雙字節的中文支持不是很好，在中國當地還有一款叫「彩蝶」的插件實現英文InDesign CS版本的本地化。
CS2、CS3版本有官方的中文版本，包括簡體中文版和正體中文版，並帶有CJK排版（CJK東亞語言，中日韩三国文字）所需要的一些特別功能，比如給方塊字注音的「拼音」功能，直排內橫排功能，旋轉字符，針對方塊字的「調整字符前後間距」，支持異體字形的「SING字形模板」等。

### 引用
1. ↑  . Adobe Systems.   [2019-04-03]. （原始内容存档于2019-04-03）.

## 外部連結
- Adobe公司產品（页面存档备份，存于）（简体中文）
- Adobe公司產品（页面存档备份，存于）（繁體中文）